# Leichttraktor VK-31
Il Leichttraktor VK-31, abbreviazione della dicitura completa Leichttraktor Versuchtkonstruktion 31, è stato uno dei primi carri armati progettati e costruiti dalla Germania nel periodo interbellico. Veicolo leggero di moderna concezione con torretta completamente girevole, il carro rimase però allo stadio di prototipo.

## Storia
Nel giugno 1919 la sconfitta Germania, da poco divenuta una repubblica presidenziale, firmò il Trattato di Versailles che poneva onerose limitazioni nel campo della ricerca e dello sviluppo militari sul territorio nazionale. Per aggirare l'ostacolo i vertici politici e quelli della neonata Reichswehr, il complesso di forze armate erede dell'esercito imperiale, cominciarono a denominare i nuovi disegni con sigle fuorvianti o che non riflettevano la loro reale natura e trasferirono altresì le sedi di sperimentazione pratica presso ditte di paesi stranieri, per salvare le apparenze e non trasgedire almeno formalmente le disposizioni del trattato.
L'apparato bellico tedesco poté in questo modo analizzare le armi più moderne e provare su campo le tattiche più recenti; in particolare la dottrina d'impiego dei carri armati, che avevano fatto la loro apparizione durante la prima guerra mondiale, fu oggetto di numerosi collaudi presso la Panzertruppenschule Kama vicino Kazan' dove Germania e Unione Sovietica testavano assieme tecnologie militari: la reciproca collaborazione era stata possibile grazie a un protocollo segreto annesso al Trattato di Rapallo del 1922 e poi rafforzata dal Trattato d'amicizia di Berlino siglato nel 1924.

### Sviluppo
In questo contesto nel maggio 1928 la Germania avviò un programma per la costruzione di carri armati leggeri, prendendo spunto dalle esperienze maturate con gli LK I e LK II risalenti al periodo 1918-1919; ad ottobre vennero contattate le fabbriche Krupp AG e Rheinmetall-Borsig e a ognuna fu richiesto un prototipo di un veicolo blindato dal peso contenuto, mosso da cingoli, e basato su un telaio che all'occorrenza potesse fungere anche da trattore, mezzo da trasporto oppure piattaforma per semovente d'artiglieria armato di un cannone da 37 mm. Le due aziende riunirono un'unica squadra tecnica che si mise subito al lavoro su quattro prototipi, entrambi dotati di un motore Daimler-Benz per autocarri e manovrati da un equipaggio di 4 uomini: la costruzione dei quattro blindati ebbe termine ad aprile e maggio del 1930. Una fonte afferma invece che i veicoli della Rheinmetall furono i primi a essere consegnati nel maggio 1930, mentre i due carri della Krupp furono pronti soltanto tra il 1931 e il 1932. Tutti gli esemplari ricevettero la denominazione ufficiale di Leichttraktor Versuchskonstruktion 31, ovvero "trattore leggero, modello di prova 31": era un espediente per nascondere la reale natura del progetto sotto le sembianze di un trattore d'artiglieria. I quattro veicoli vennero dunque trasportati in Unione Sovietica e testati con successo nella scuola di Kama durante il mese di giugno del 1930, ma non vennero mai considerati mezzi adatti a situazioni di combattimento reale. Tra il 1931 e il 1932 la Rheinmetall si dedicò a un'opera di riqualificazione dei due prototipi riprogettando il sistema di sospensioni e adottando nuovi cingoli; tuttavia questi miglioramenti destarono un interesse limitato nei vertici militari.

### Produzione
Nel 1931 il governo tedesco piazzò un ordine di 289 esemplari del VK-31 ma l'anno successivo disdisse l'intero lotto richiesto, in quanto erano in fase di sviluppo progetti più promettenti come quello del Panzer I. In totale furono dunque prodotti soltanto 4 modelli sperimentali del carro.

### Impiego
Gli esemplari rimasero nel centro di Kama fino al 1933, quando la cooperazione tra Germania e Unione Sovietica fu interrotta: fecero tutti ritorno in patria e vennero destinati alla scuola di tiro per carri armati di Alt-Graaz, vicino Wustrow. Il prototipo fabbricato dalla Rheinmetall con il treno di rotolamento ridisegnato fu in seguito adoperato come monumento a Putlos.

## Caratteristiche
Entrambi i prototipi della Rheinmetall e della Krupp presentavano un equipaggio di 4 uomini ed erano dotati di un motore Daimler-Benz M36 a 6 cilindri da autocarro, erogante 100 hp e alimentato a benzina. L'apparato propulsore era installato nella parte anteriore dei veicoli e poteva spingerli fino a 35 km/h su strada. Le torrette montate sul retro dei mezzi erano state progettate e fabbricate in Svezia dalla AB Landsverk in cooperazione con la Bofors: esse ospitavano un cannone KwK (Kampfwagenkanone) da 37 mm lungo 45 calibri (L/45) e una mitragliatrice leggera MG 13 coassiale da 7,92 mm. I due carri erano quasi identici sia nella sagoma che internamente; l'unica differenza sostanziale risiedeva nelle sospensioni, poiché la Krupp utilizzò molle elicoidali mentre la Rheinmetall preferì rivolgersi alle balestre. La corazzatura era spessa al massimo 14 mm sulla piastra frontale.
Il peso dei modelli guida della Rheinmetall variava tra 8 e 9,5 tonnellate; ognuno era lungo 4,21 metri, in altezza misurava 2,27 metri e la larghezza arrivava a 2,21 metri. I carri prodotti dalla Krupp pesavano 7,9 tonnellate, presentavano una lunghezza di 4,18 metri e altezza di 2,13 metri.

## Varianti
In seguito ai test la Rheinmetall attese alla costruzione di un terzo modello del VK-31 in acciaio dolce impostato come semovente cacciacarri. Tale veicolo, equipaggiato con un pezzo da 37 mm PaK (Panzerabwehrkanone) L/45, si distingueva dai prototipi originali per la torretta di minori dimensioni, modifiche alla sovrastruttura e la riduzione dell'equipaggio a 3 uomini. Fu consegnato nel 1934.